# شقبان فاناتو
شقبان فاناتو (الاسم العلمي: Megapodius layardi) (بالإنجليزية: Vanuatu Megapode)‏ هو نوع من الطيور يتبع جنس الشقبان من فصيلة الشقبانية.